# Smicroplectrus heinrichi
Smicroplectrus heinrichi là một loài tò vò trong họ Ichneumonidae.